# Eduard Hruschka
Eduard Hruschka, auch Hruska, Hruška oder Hrușcă, (* 22. August 1870 in Gußwerk, Steiermark; † Juli 1935 in Kronstadt (Brașov), Rumänien) war ein österreichisch-rumänischer Forstinspektor, Holzindustrieller und Politiker der christlich-nationalen Partei Deutsches Zentrum. Er war von 1911 bis 1918 Abgeordneter zum österreichischen Reichsrat, von 1911 bis 1917 Abgeordneter zum Bukowiner Landtag sowie 1918/19 Mitglied der Provisorischen Nationalversammlung für Deutschösterreich.

## Leben
Hruschka wurde als Sohn des Hüttenmeisters und Direktors der Mariazeller Hüttenwerke Wenzel Hruschka in der Steiermark geboren. Nach der Volksschule besuchte er das Gymnasium in Graz und studierte danach von 1891 bis 1894 an der Hochschule für Bodenkultur in Wien. Seinen Militärdienst leistete er als Einjährig-Freiwilliger beim k.u.k. Böhmischen Infanterie-Regiment „Viktor Emanuel III. König von Italien“ Nr. 28 ab, wobei er als Leutnant der Reserve abrüstete. Beruflich war Hruschka zunächst als Forstinspektor für den orthodoxen Religionsfonds in der Bukowina aktiv, danach arbeitete er als Forstmeister und Generaldirektor für die Holzindustriegesellschaften G. Ballan und Ballan & Co. in Czernowitz (Westukraine). Im Ersten Weltkrieg diente Hruschka als Oberleutnant in der Landwehrgruppe des Militärkommandos Wien.
Hruschka war politisch zunächst für die Christlichsozialen aktiv. Er trat bei der Reichsratswahl 1911 im Wahlbezirk Bukowina 3 (Region Radautz, Suczawa, Sereth) an und wurde am 17. Juli 1911 zum Abgeordneten gewählt. Er gehörte dem Abgeordnetenhaus in der Folge bis zum 12. November 1918 an. Zunächst fraktionslos, schloss er sich 1913 dem Klub der unabhängigen christlichen Volkspartei der Deutschen Österreichs an (später: Deutsches Zentrum) und 1918 der Deutschösterreichischen Unabhängigkeitspartei an. Zudem war Hruschka von 1911 bis 1917 Abgeordneter zum Bukowiner Landtag und vom 21. Oktober 1918 bis zum 16. Februar 1919 Mitglied der Provisorischen Nationalversammlung für Deutschösterreich, wo er im Verband der deutschnationalen Parteien saß.
Hruschka heiratete vor 1907 Aspasia von Onciul, die Schwester des Politikers Aurel von Onciul und war Vater von zumindest einem Sohn. Ein weiterer Schwager war der Politiker Florea Lupu. Ursprünglich römisch-katholischer Konfession wechselte er zur evangelischen Kirche A.B. Er wurde 1931 verhaftet und wegen Spionage für die Sowjetunion zu zehn Jahren Haft verurteilt. Er starb im Gefängnis von Brașov (Kronstadt).